# Giraumont (Oise)
Giraumont – miejscowość i gmina we Francji, w regionie Hauts-de-France, w departamencie Oise.
Według danych na rok 1990 gminę zamieszkiwały 504 osoby, a gęstość zaludnienia wynosiła 142 osoby/km² (wśród 2293 gmin Pikardii Giraumont plasuje się na 533. miejscu pod względem liczby ludności, natomiast pod względem powierzchni na miejscu 1008.).